# Konferencja Episkopatu Chorwacji
Konferencja Episkopatu Chorwacji (chorw. Hrvatska biskupska konferencija, HBK) – konferencja episkopatu zrzeszająca biskupów katolickich z Chorwacji.

## Prezydium
- Przewodniczący: abp Dražen Kutleša
- Wiceprzewodniczący: abp Đuro Hranić
- Sekretarz Generalny: ks. Krunoslav Novak

## Przewodniczący HBK
- Franjo Kuharić (1993–1997)
- Josip Bozanić (1997–2007)
- Marin Srakić (2007–2012)
- Želimir Puljić (2012–2022)
- Dražen Kutleša (od 2022)

## Wiceprzewodniczący HBK
- Josip Bozanić (2013–2023)
- Đuro Hranić (od 2023)

## Sekretarz Generalny HBK
- Petar Palić (2017–2020)
- Krunoslav Novak (od 2020)